# Hooksiel
Der Küstenbadeort Hooksiel ist ein Ortsteil der Gemeinde Wangerland im Landkreis Friesland, dem historisch zu Oldenburg gehörenden Teil der ostfriesischen Halbinsel. Der Ortsname basiert auf der Bezeichnung „Hook“ für Nase oder Vorsprung und dem Begriff Siel als Kennzeichnung eines Sielortes.

## Geographie
Der Ort liegt etwa 14 Kilometer nordnordwestlich von Wilhelmshaven und 10 Kilometer nordöstlich der Kreisstadt Jever auf einer Höhe von 1,5 Metern über NN an der Innenjade. Durch den Ort verläuft das Hooksieler Tief, ein Wasserlauf, der das Hinterland entwässert und in das Hooksmeer führt. Dieses Meer ist ein künstlich geschaffener See, der wenige Kilometer östlich des Ortes am „Neuen Hafen“ in die Nordsee fließt.
Parallel zum Binnentief verläuft der rund 3,5 Kilometer lange Strand Hooksiel.
Vor Hooksiel liegt die Sandbank Hooksielplate, die mit einer Radar- und Peilanlage ausgerüstet ist und zum Schifffahrtsverkehrssicherungssystem Jade und Deutsche Bucht gehört.

## Geschichte

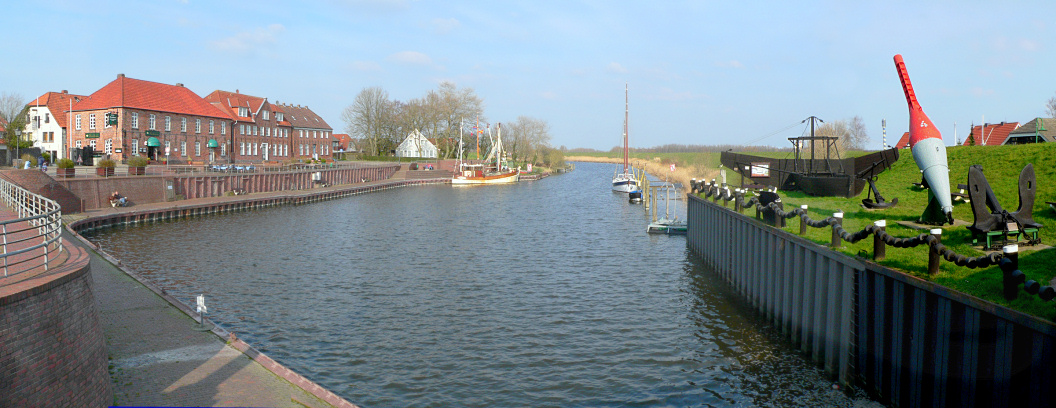
„Alter Hafen“ von Hooksiel, links die Speicherhäuser von 1821

1479 wurde Hooksiel erstmals als „uppe dem Hoeke“ urkundlich erwähnt. Mindestens seit dem Jahre 1546 lässt sich am Hooksieler Tief ein Sielbauwerk mit Hafen nachweisen. An dem zunächst ungedeckten, nach oben offenen Siel entstand Hooksiel, das sich bald zum Umschlaghafen für die nahe gelegene Kaufmannsstadt Jever und das gesamte Jeverland entwickelte. 1588 wurde das offene Holzsiel durch ein neues Holzsiel mit geschlossener Bauweise ersetzt, obwohl damit der Schiffsverkehr nach Jever durch das Umladen der Waren erschwert wurde. Aufgrund seiner Holzbauweise musste das Siel im Laufe der Zeit mehrfach erneuert werden. Während der Napoleonischen Kontinentalsperre von 1806 bis 1814 blühte der Hafen besonders als Umschlagplatz von Schmuggelware auf, die vom damals britischen Helgoland eingeführt wurde. Die 1821 erbauten, heute noch vorhandenen, denkmalgeschützten Speicher- und Packhäuser auf der Nordseite des „Alten Hafens“ zeugen von der früheren wirtschaftlichen Bedeutung Hooksiels. 1885 wurde das Holzsiel durch das noch existierende Steinsiel am „Alten Hafen“ ersetzt. Trotzdem verlor der Hafen am Ende des 19. Jahrhunderts seine Bedeutung als Umschlagplatz und wurde Hafen für die Kutterfischerei. 1911 gründete sich ein Badeverein und veranlasste erste touristische Maßnahmen, wie das Aufschütten von Sand für eine Badestelle sowie die Aufstellung einer Giftbude. Aus diesen Anfängen entwickelte sich das Strandbad Hooksiel.

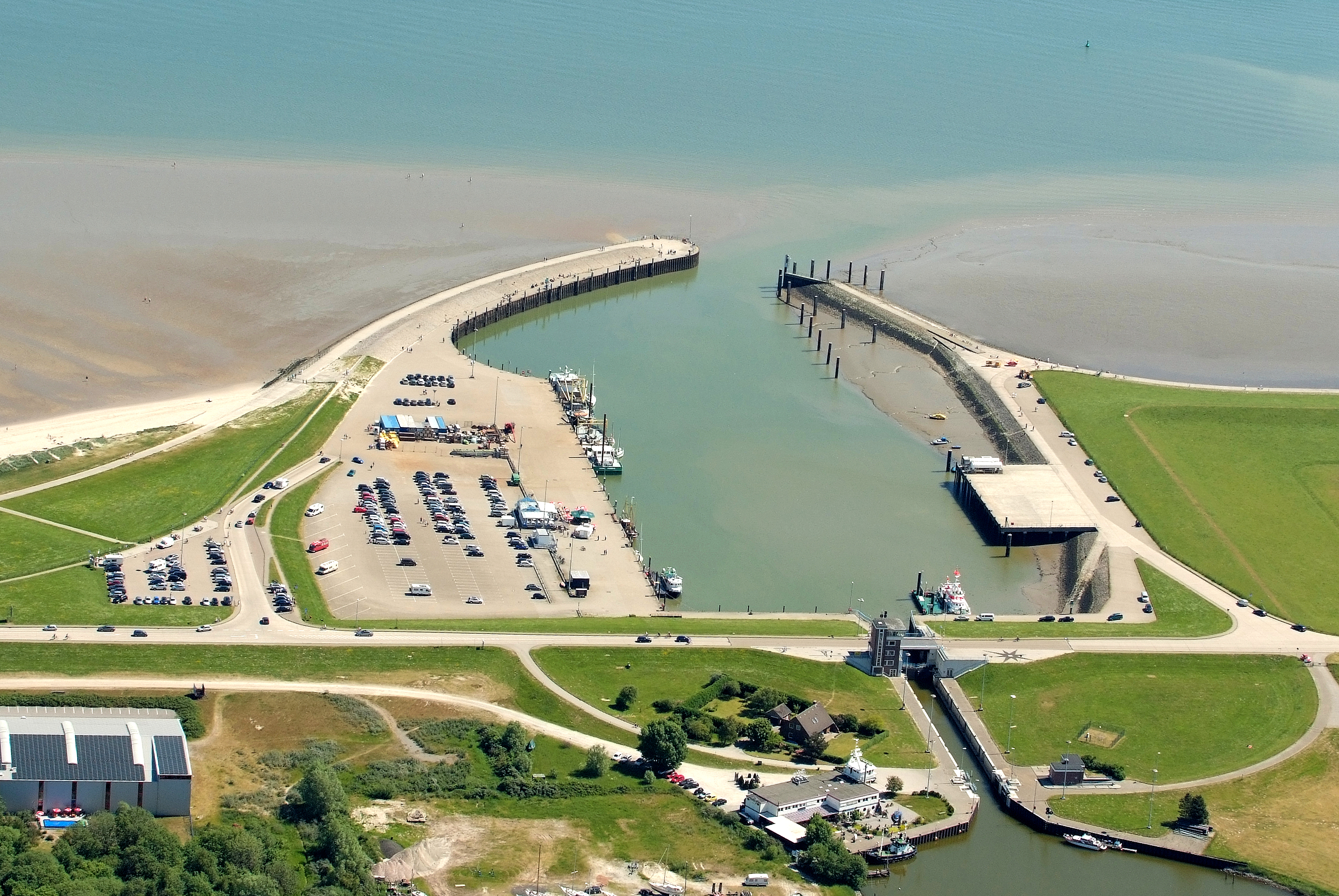
Hooksieler Schleuse und Außenhafen

Ab 1971 wurde das Wattgebiet vor Hooksiel im Rahmen der Landgewinnungsmaßnahme für den Voslapper Groden eingedeicht. So wurde östlich des Ortes ein mehrere hundert Hektar großes Neulandgelände gewonnen. Darauf befindet sich heute ein 240 Hektar großes Freizeitgelände mit Trabrennbahn, Tennisplätzen, Reit- und Wanderwegen. Nördlich der neuen Deichlinie am Hooksieler Seedeich erstreckt sich seitdem der rund vier Kilometer lange feinsandige Strand Hooksiel. Zur weiteren Entwässerung des Hooksieler Tief wurde zwischen dem „Alten Hafen“ und dem neuen Außenhafen ein etwa 60 Hektar großer künstlicher See, das Hooksmeer geschaffen. Das Hooksmeer steht über eine Seeschleuse mit dem tideunabhängigen neuen Außenhafen an der Jade in Verbindung.
Am 1. Juli 1972 wurde Hooksiel in die am 1. Februar 1971 neu gebildete Gemeinde Wangerland eingegliedert.
1984 wurde die langfristig angelegte „Sanierungsmaßnahme Ortskern historischer Sielhafenort Hooksiel“ in Angriff genommen. Im Zuge des Sanierungsprogrammes wurden viele historische Häuser stilgerecht restauriert. Die ursprünglich direkt durch den Ortskern führende L 810 wurde 1998 über eine Ortsumgehung um den Ort herumgeführt, so dass der starke Ferien- und Ausflugsverkehr zu den Küsten- und Badeorten nördlich von Hooksiel aus dem Ortskern herausgehalten werden konnte. Anschließend erfolgte die Neugestaltung der alten Ortsdurchfahrt „Lange Straße“ sowie ab 2005 der Bau einer parallelen Entlastungsstraße mit dem Namen „Nee Straat“. An der „Nee Straat“ entstand der neue Zentrale Omnibusbahnhof des Ortes, ein Mehrzweckplatz u. a. für den Wochenmarkt sowie weitere ortsnahe Parkmöglichkeiten für Besucher. Nach der Fertigstellung der „Nee Straat“ 2008 wurde ein kurzer Abschnitt der „Langen Straße“ während der Hauptsaison probehalber zur Fußgängerzone erklärt. Aufgrund positiver Rückmeldungen nach dem Probebetrieb erfolgte im März 2009 die dauerhafte Ausweisung zur Fußgängerzone.
Mit einem „Vertrag über die künftige Entwicklung Hooksiels“ zwischen dem Land Niedersachsen, dem Landkreis Friesland und der Gemeinde Wangerland konnte am 28. Dezember 2010 eine rund zweieinhalbjährige Auseinandersetzung um die Nichtverleihung des Nordseebad-Titels für Hooksiel beendet werden. Grund für die Auseinandersetzung waren Befürchtungen, dass eine Verleihung negative Auswirkungen auf die industrielle Entwicklung im benachbarten Wilhelmshaven haben würde. In dem Kompromiss verzichtete Hooksiel auf das Prädikat Nordseebad und akzeptierte das geringerwertige Prädikat Küstenbadeort. Im Gegenzug stellte das Land Niedersachsen Mittel für eine begehbare 230 Meter lange Mole am Außenhafen von Hooksiel in Aussicht. Die Mole sollte als touristische Attraktion und der Verhinderung des Sandeintriebs in den Außenhafen dienen. Die Mole sollte auch dem Einstieg in den Ausbau des Hooksieler Hafens zu einem Assistenzhafen für den JadeWeserPort dienen. 2014 konnte mit dem Molenbau in Hooksiel noch nicht begonnen werden, da der Niedersächsische Landesbetrieb für Wasserwirtschaft, Küsten- und Naturschutz (NLWKN) einen einjährigen Modellversuch forderte, um die Wirksamkeit der Mole gegen die
Versandung der Hafenzufahrt zu klären. Nachdem ein Gutachten negativ ausgefallen war, verkündete der niedersächsische Wirtschaftsminister Olaf Lies 2015 das Ende des Projektes. Die eingeplanten Finanzmittel sollten zum Ausbau der touristischen Strukturen zur Verfügung gestellt werden.

### Wappen
| | Blasonierung: „In Blau auf silbernen (weißen) Wellen mit zwei blauen Wellenkämmen ein goldenes (gelbes) einmastiges Segelboot mit zwei silbernen (weißen) Vorsegeln und einem Hauptsegel an goldenen (gelben) Rahen; aus der Schiffsmitte ein schräg nach links heraushängendes rotes Fischernetz.“ |
| Wappenbegründung: Der Gemeinde Hooksiel wurde am 31. Oktober 1949 durch den Präsidenten des Verwaltungsbezirkes Oldenburg ein Wappen verliehen. Es symbolisiert die Lage der Gemeinde an der Nordsee sowie den Fischfang. | |

### Militärgeschichte

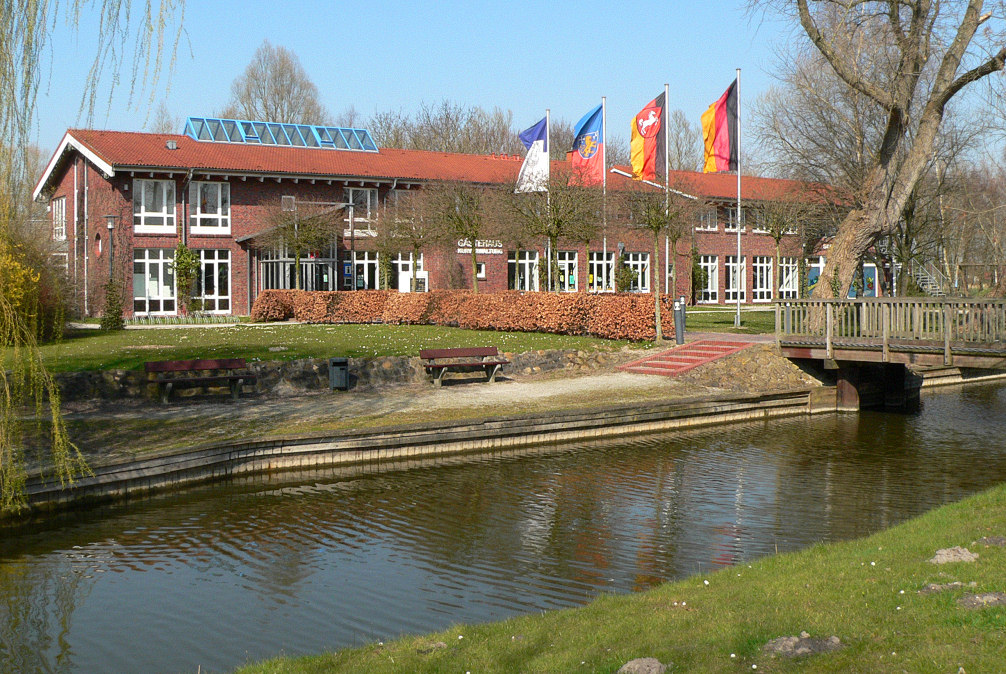
Haus des Gastes, früher Stellung der Geschützbatterie, mit früherem Wassergraben

Im Ersten Weltkrieg gehörte die Batteriestellung Hooksiel zum Verteidigungsring rund um den Hafen der Kriegsmarine in Wilhelmshaven. Die Batterie bestand aus einer 60 m langen und 10 m breiten Kasematte mit 4,5 m Tiefe. Auf ihr befanden sich vier Geschütze vom Kaliber 15 cm. Die Anlage war mit einem wassergefüllten Graben, Stacheldrahtverhau und Schützengräben gesichert. Nach dem Krieg wurde das Bauwerk im Rahmen der deutschen Abrüstung verschlossen. Im Zweiten Weltkrieg wurde die schwere Flakbatterie Hooksiel errichtet. In der Kasematte mit einer 2 m starken Betondecke waren Einheiten der Marineflak stationiert, auf ihr wurden drei Flakgeschütze des Typs 8,8 cm aufgestellt. Außerdem entstand ein 8 m hoher Feuerleitbunker. Die gesamte militärische Anlage war durch Granatwerfer und Maschinengewehre hermetisch abgesichert. Neben Soldaten kamen in späteren Kriegsjahren auch Marinehelferinnen und Marinehelfer (Schüler) zum Einsatz.
Auf dem früheren Militärgelände am Ortsrand entstand 1984 eine Grünanlage mit einem Rundweg um den noch vorhandenen Festungsgraben. Mitten auf dem Gelände wurde 1993 das „Haus des Gastes“ eingeweiht, das teilweise auf den alten Fundamenten der Kasematte steht.

### Einwohnerentwicklung
Hooksiel hatte Anfang 2009 rund 2150 Einwohner. Während der Feriensaison wird die tatsächliche Einwohnerzahl durch die anwesenden Feriengäste weit übertroffen. Die nachfolgende Tabelle gibt einen Einblick in die historische Einwohnerentwicklung:
| Jahr | Einwohner |
| ---- | --------- |
| 1806 | 450       |
| 1861 | 1.048     |
| 1864 | 1.017     |
| 1867 | 990       |
| 1875 | 826       |
| 1880 | 904       |
| 1961 | 1.535     |
| 1970 | 1.599     |

## Kultur und Sehenswürdigkeiten

### Kultur
Mitten im historischen Ortskern des kleinen Hafenortes liegt das Künstlerhaus Hooksiel. Seit 1986 spielt es eine wichtige Rolle im Bereich der Kunst- und Kulturvermittlung: Ausstellungen zeitgenössischer Künstler, mehrmonatige Stipendien mit Wohnung und Werkstatt, Kulturangebote für Kinder und Erwachsene sowie Kulturfahrten. Der besondere Reiz dieser Einrichtung der Gemeinde Wangerland ergibt sich einerseits durch das „Fern-ab-sein“ von Metropolen, andererseits durch die Präsentation von Kunst auf hohem Niveau im ländlichen Bereich.

### Sehenswürdigkeiten

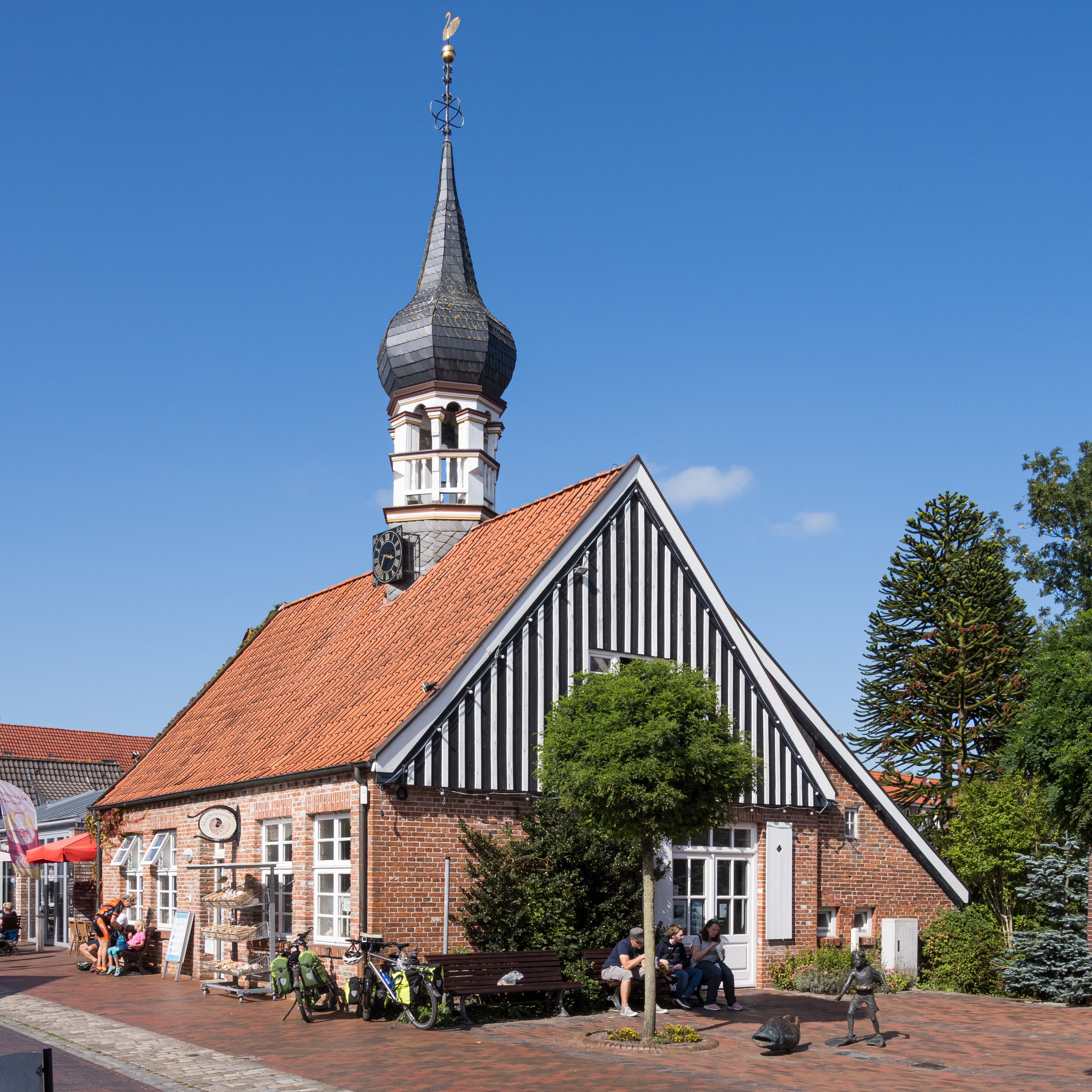
Früheres Rathaus mit Zwiebelturm, heute Künstlerhaus Hooksiel

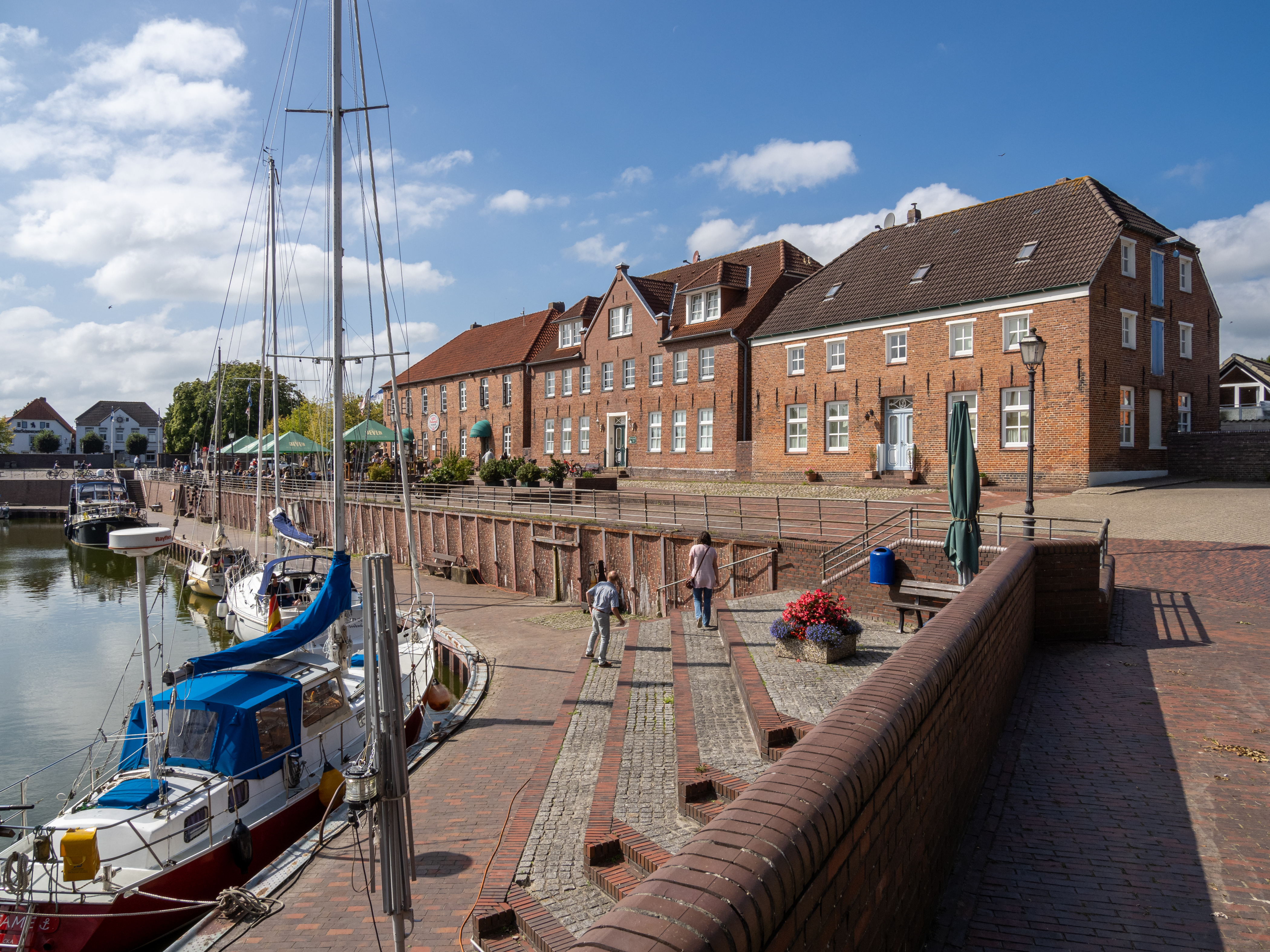
Packhäuser am alten Hafen

Der Ortskern von Hooksiel weist zahlreiche historische Gebäude auf, von denen das auffälligste das ehemalige Rathaus und heutige Muschelmuseum ist. Das Gebäude diente in der Vergangenheit unter anderem als Schule und von 1986 bis 2011 als Künstlerhaus. Seit 2012 ist dort das Muschelmuseum untergebracht. Auf dem Dach befindet sich ein jahrhundertealter Zwiebelturm, der eine vergoldete Wetterfahne mit einem Luther-Schwan aus dem Jahre 1760 trägt. Der Turm ist ein Geschenk eines britischen Kapitäns, der sich auf diese Weise für die Reparatur seines Schiffes in einer Hooksieler Werft bedankte. In 2008 wurde der alte Zwiebelturm für 49.000 Euro durch einen originalgetreuen Nachbau ersetzt. Die Summe wurde dabei mehrheitlich durch private Spenden aufgebracht.
Im Ortskern befindet sich der unter Denkmalschutz stehende alte Hafen mit seinen Speicher- und Packhäusern von 1821. Der neue Hafen wurde mit Landgewinnungsmaßnahmen in den 1970er Jahren nach außerorts verlegt. Direkt in den alten Hafen mündet das Hookstief durch das Hook-Siel. Das 1885 erbaute Sielbauwerk entwässert ein Gebiet von 56 km².
Anders als in den meisten Orten befindet sich die Hooksieler Kirche nicht im alten Ortskern von Hooksiel, sondern in der rund zwei Kilometer entfernten und wesentlich älteren Ortschaft Pakens. Die ev. luth. Kirche zum Heiligen Kreuz entstand bereits in der 2. Hälfte des 13. Jahrhunderts. Die Kirche aus Granitquadersteinen liegt auf einer hohen Warft am Ende der „Pakenser Straße“, die direkt im Ortskern von Hooksiel beginnt. Sehenswert sind das dreijochige Domikalgewölbe, das Altarretabel aus Sandstein von 1691 sowie das von drei wohlgenährten Putten getragene Taufbecken mit Verzierungen. Die Orgel aus dem Jahr 1664 stammt vom bekannten Orgelbauer Joachim Richborn und wurde 1679 im Auftrag des Hooksieler Arztes Hans Otto von Marpe farbenprächtig bemalt.
Auf dem Deich an der Südseite des Alten Hafens kann ein sogenanntes Mudderboot besichtigt werden. Es wurde von 1837 bis in die 1950er Jahre zur Beseitigung von Verschlickungen der Hafenzufahrt von Hooksiel genutzt. Die Zufahrt zum Außenhafen wird auch heute noch regelmäßig entschlickt.
Seit Mai 2016 steht direkt vor dem Künstlerhaus die von Norbert Marten geschaffene Bronzeskulptur Fischers Sohn will Meer. Die Skulptur zeigt einen großen Fisch, der von einem Menschen mit Tauchermaske, Schwimmflossen und Schwimmring verfolgt wird. Das Paar wurde vom Förderverein Kunst- und Erlebnispfad Hooksiel e. V. initiiert und durch Sponsoren gefördert.

### Regelmäßige Veranstaltungen
Die Hooksieler Renntage des Hooksieler Rennverein e. V. sind eine Reihe von Pferderennen, die während der Hauptsaison im Juli/August auf der heimischen Jaderennbahn ausgetragen werden. An drei Renntagen finden die Wettbewerbe jeweils mittwochabends statt. Der letzte Renntag wird als sogenannter Familienrenntag auf einem Sonntag veranstaltet und bietet neben den eigentlichen Pferderennen ein buntes Rahmenprogramme mit Kutschenkorso, mit zusätzlichen Kaltblut- und Ponyrennen sowie einem Hutwettbewerb für Zuschauerinnen.

### Galerie

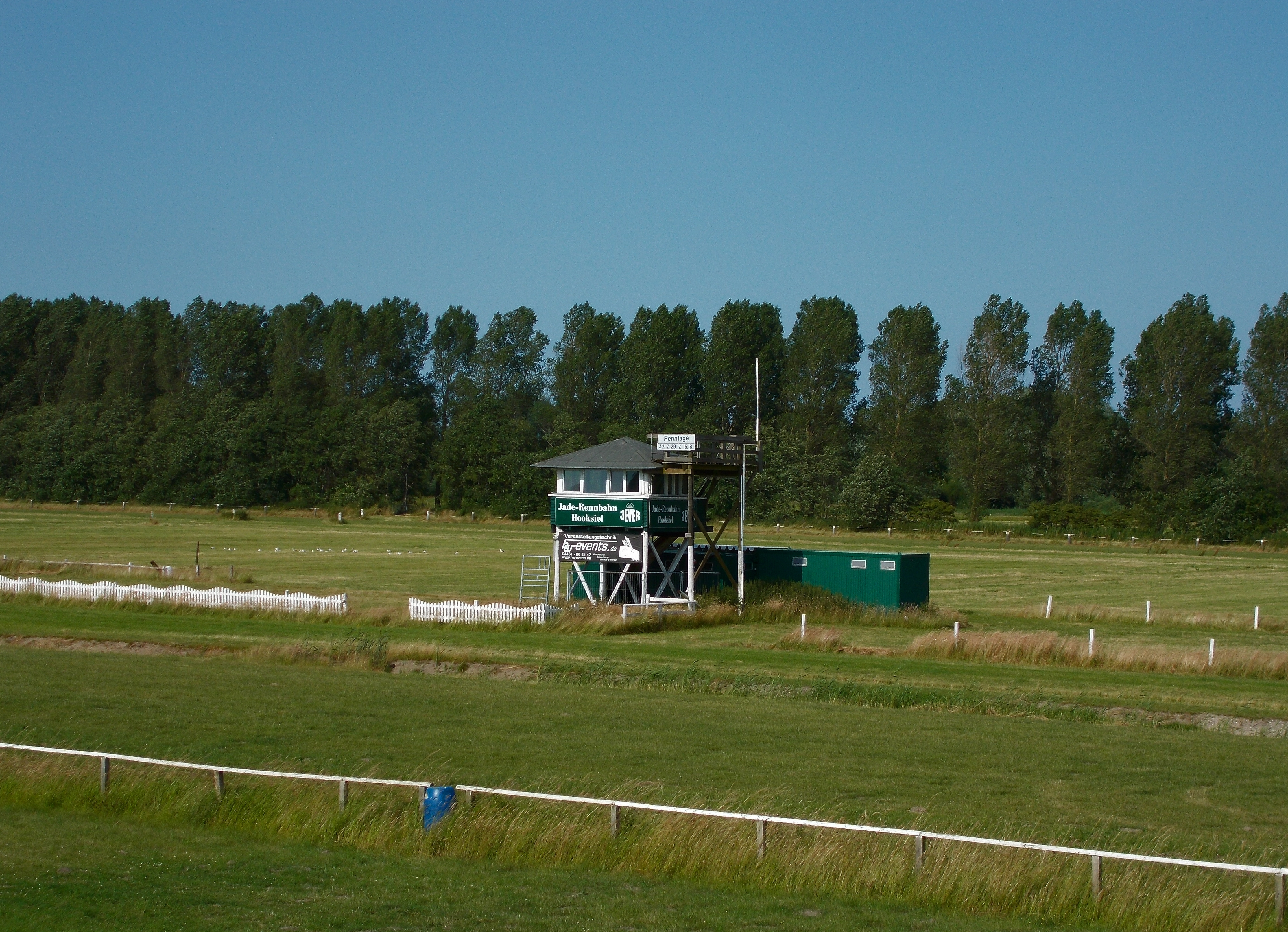
Jade-Rennbahn
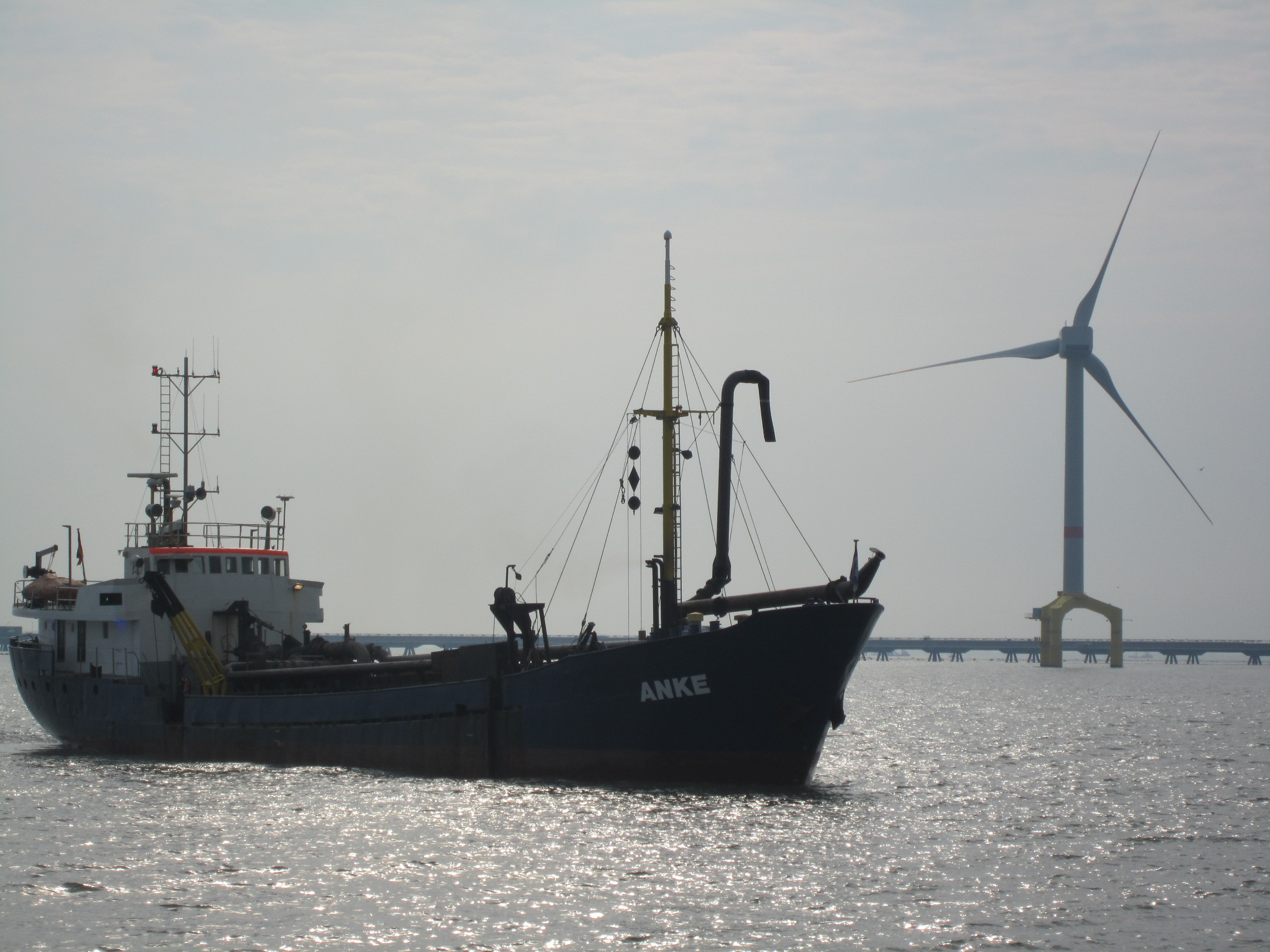
Entschlickung der Zufahrt zum Hooksieler Außenhafen
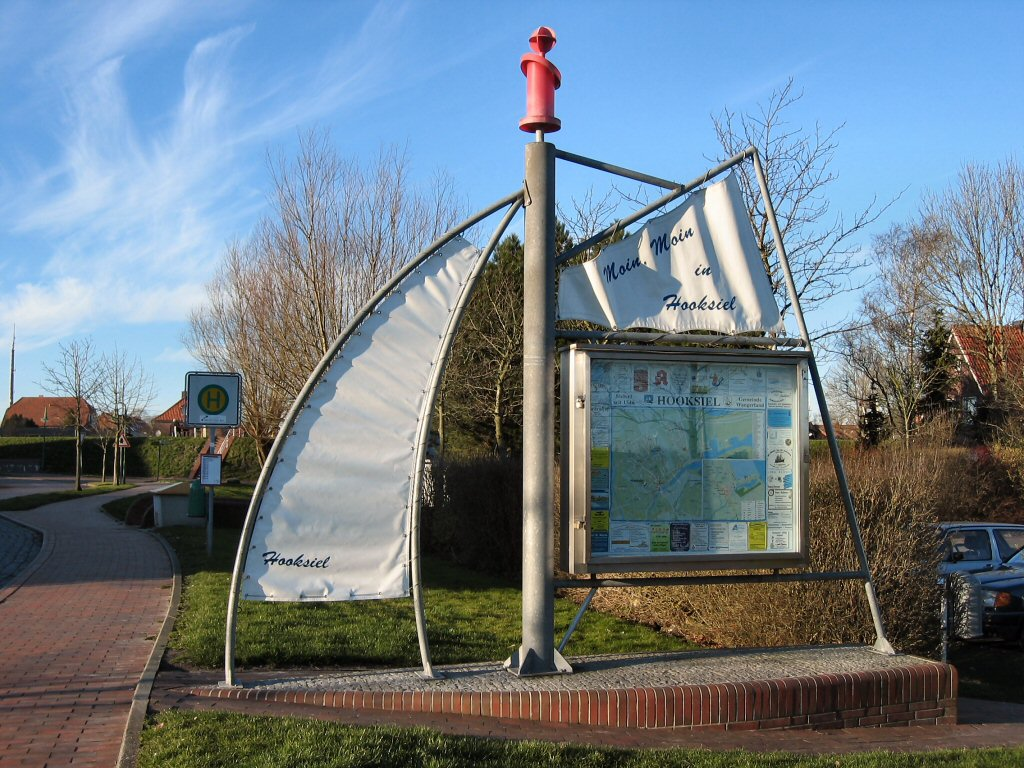
Informationsstation am Ortseingang
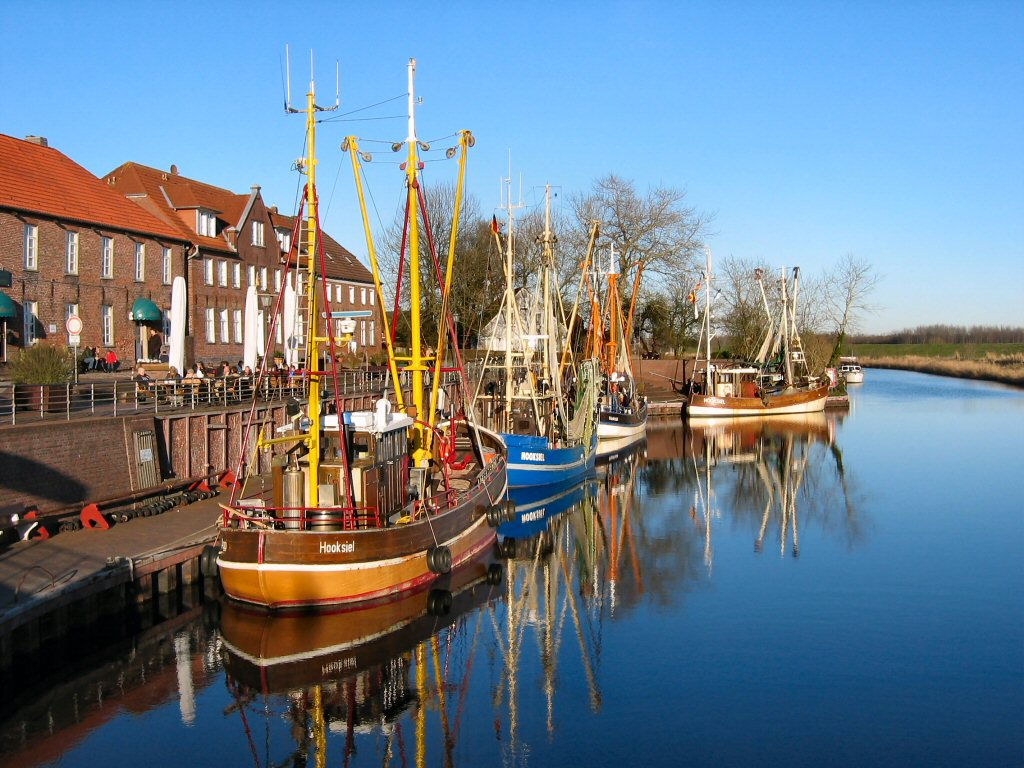
Fischkutter im historischen „Alten Hafen“
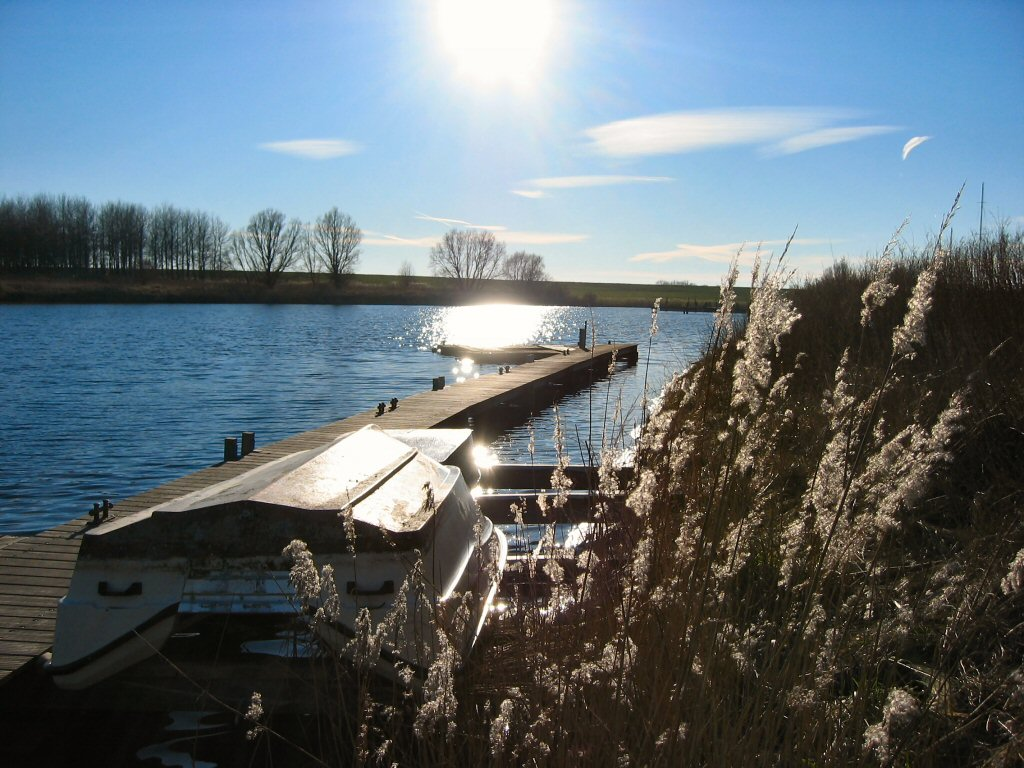
Winterruhe am Hooksmeer
Alte Kanone am Hooksmeer
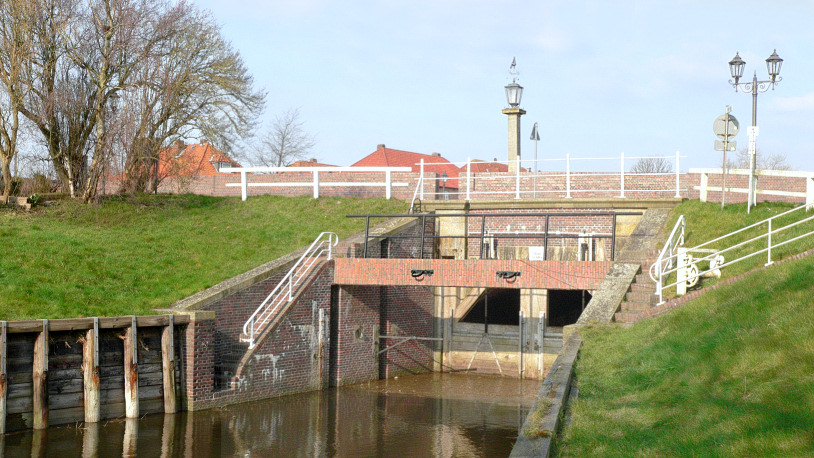
Das Sielbauwerk Hook-Siel von 1885 (Landseite)
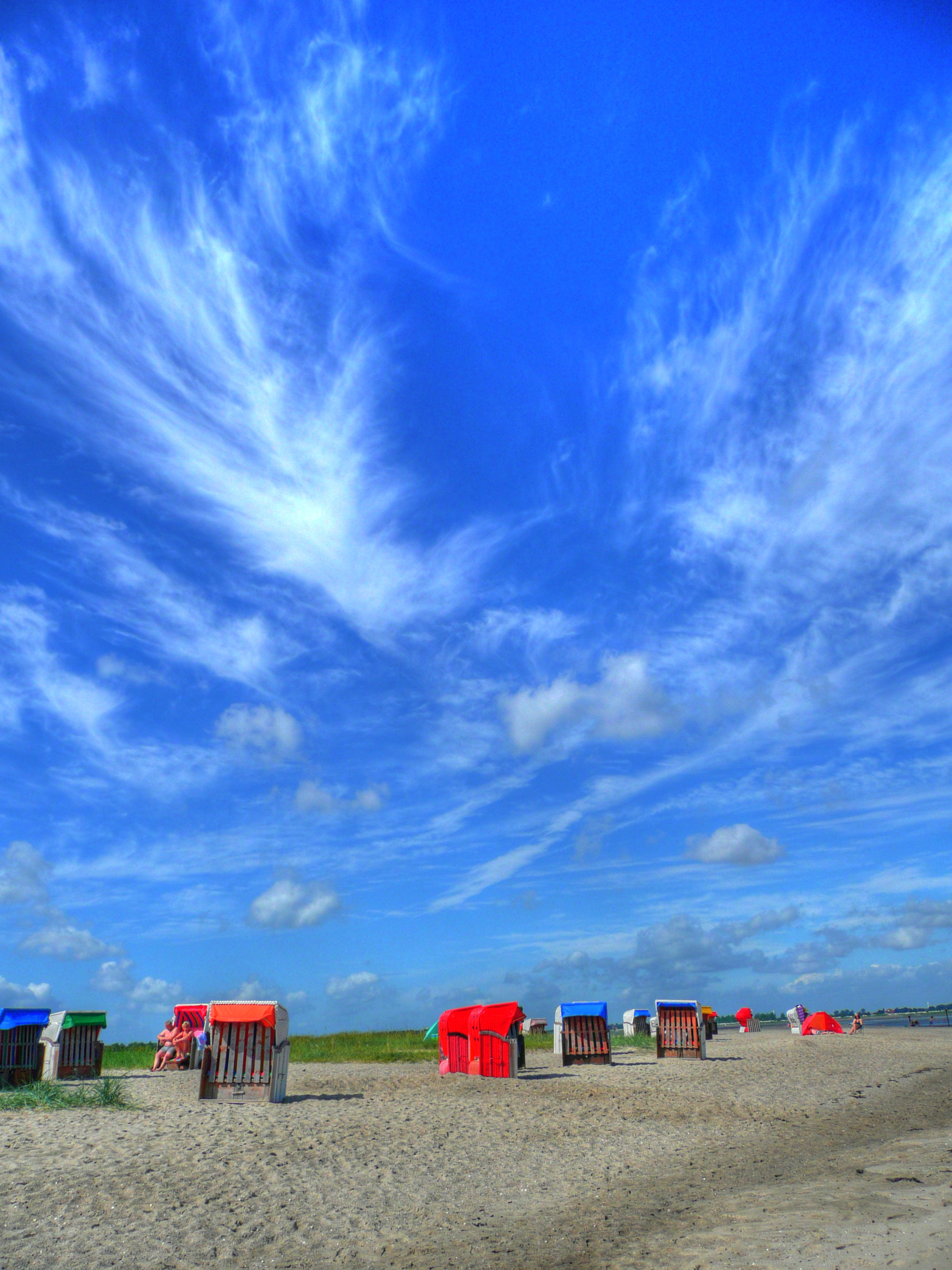
Am Strand von Hooksiel
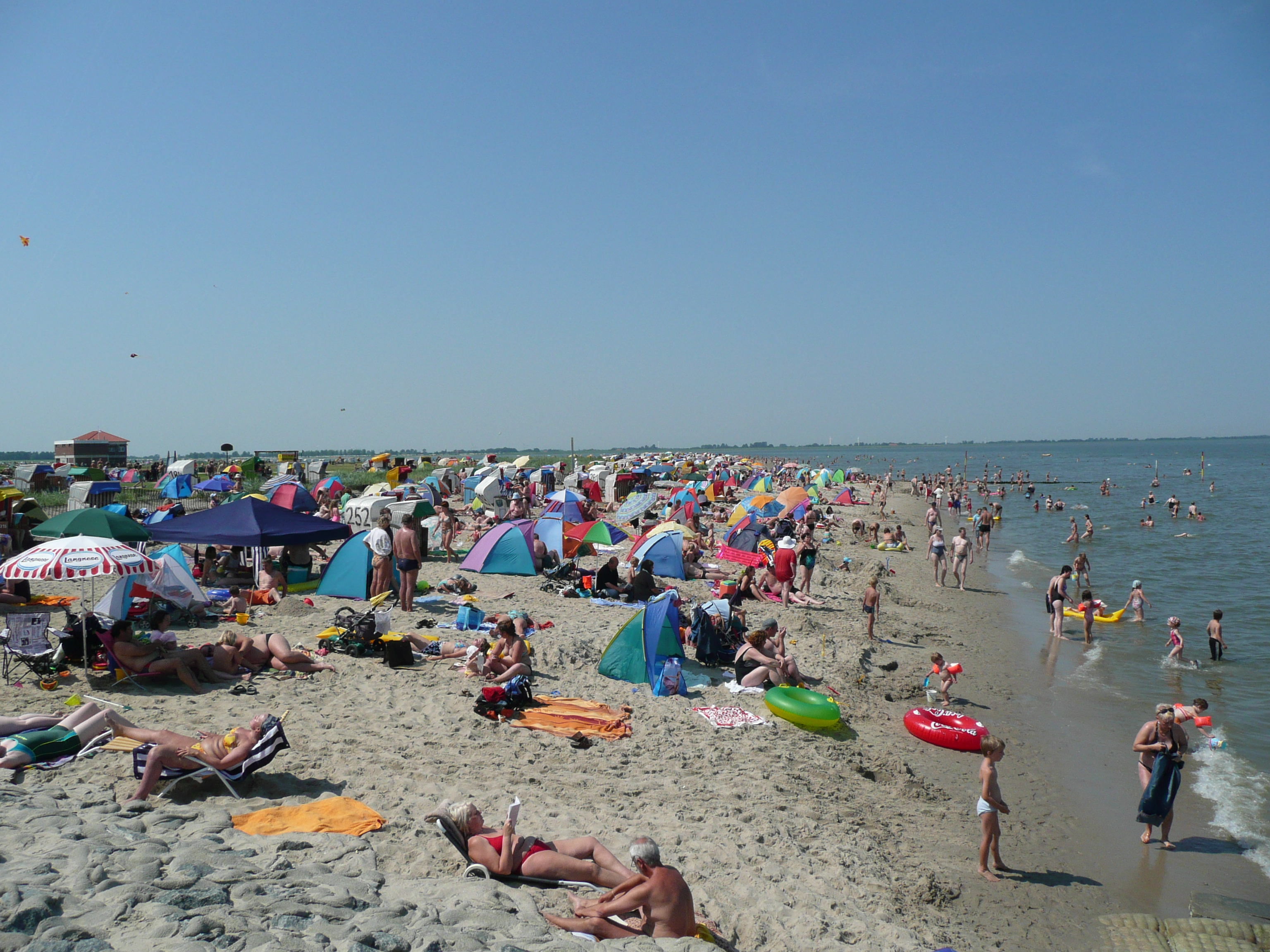
Strandleben in Hooksiel
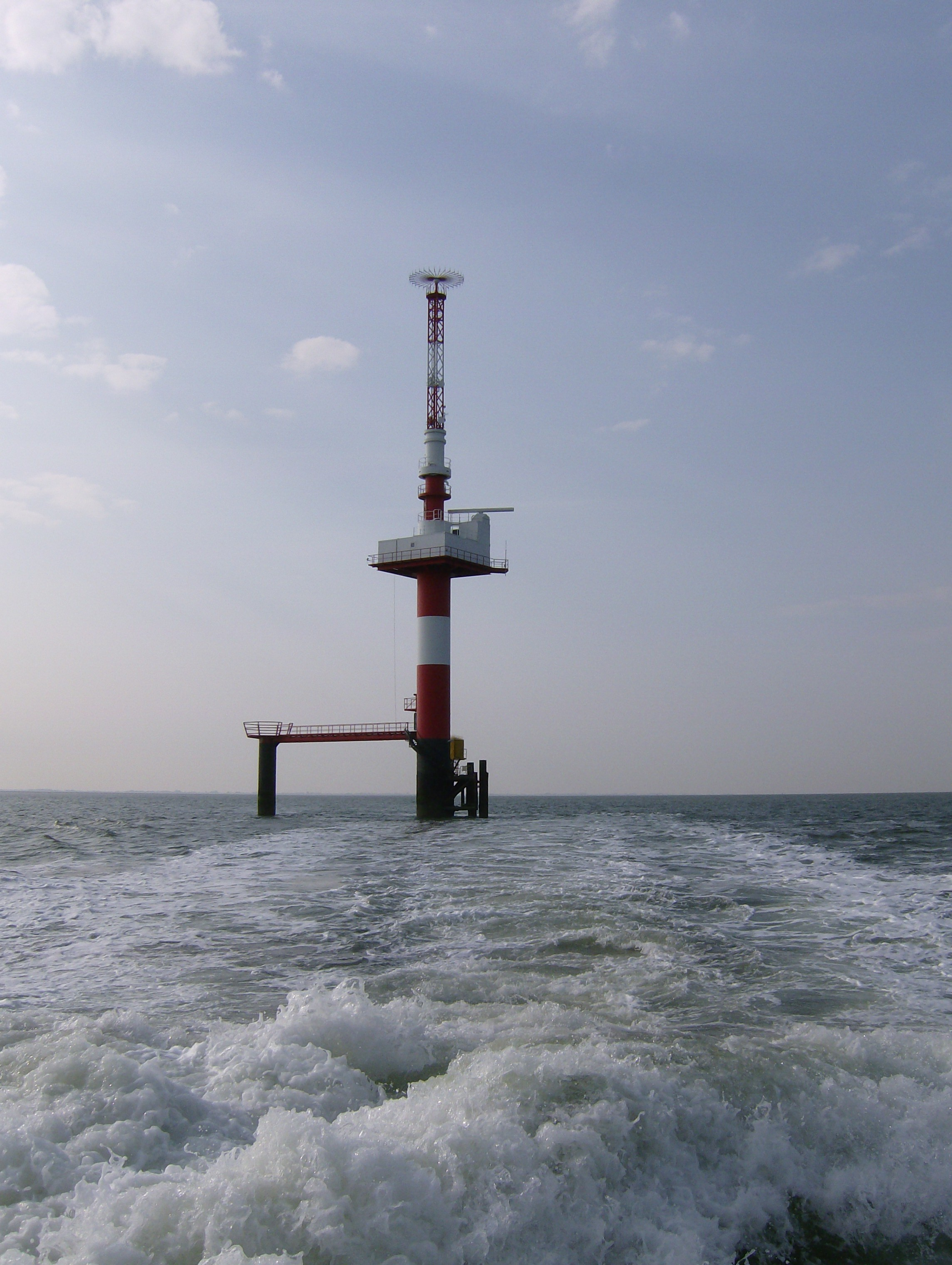
Radarstation Hooksielplate östlich des Jadefahrwassers
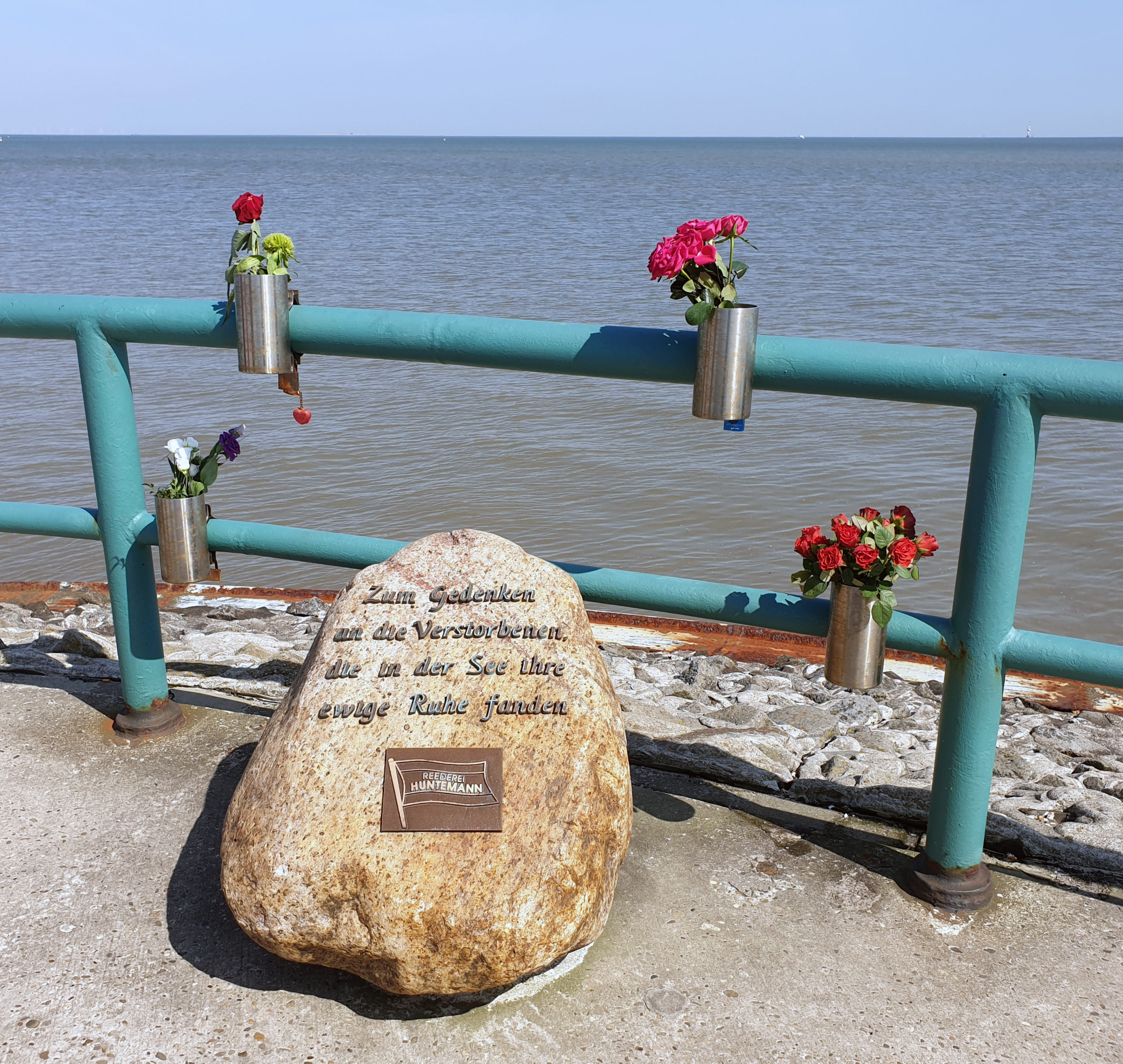
Gedenkstein für die auf See Bestatteten

## Wirtschaft und Infrastruktur

### Wirtschaft
Wichtigster Wirtschaftszweig ist der Tourismus. Neben dem Tourismus gibt es aber auch Handwerks- und Gewerbeansiedlungen im Ort. Einige dieser Unternehmen haben sich in den beiden 1996 und 1998 ausgewiesenen Gewerbegebieten Berghamm und Schwarzhamm angesiedelt. Hier stehen Gewerbeflächen mit einer Gesamtgröße von 8,3 Hektar zur Verfügung.

### Tourismus

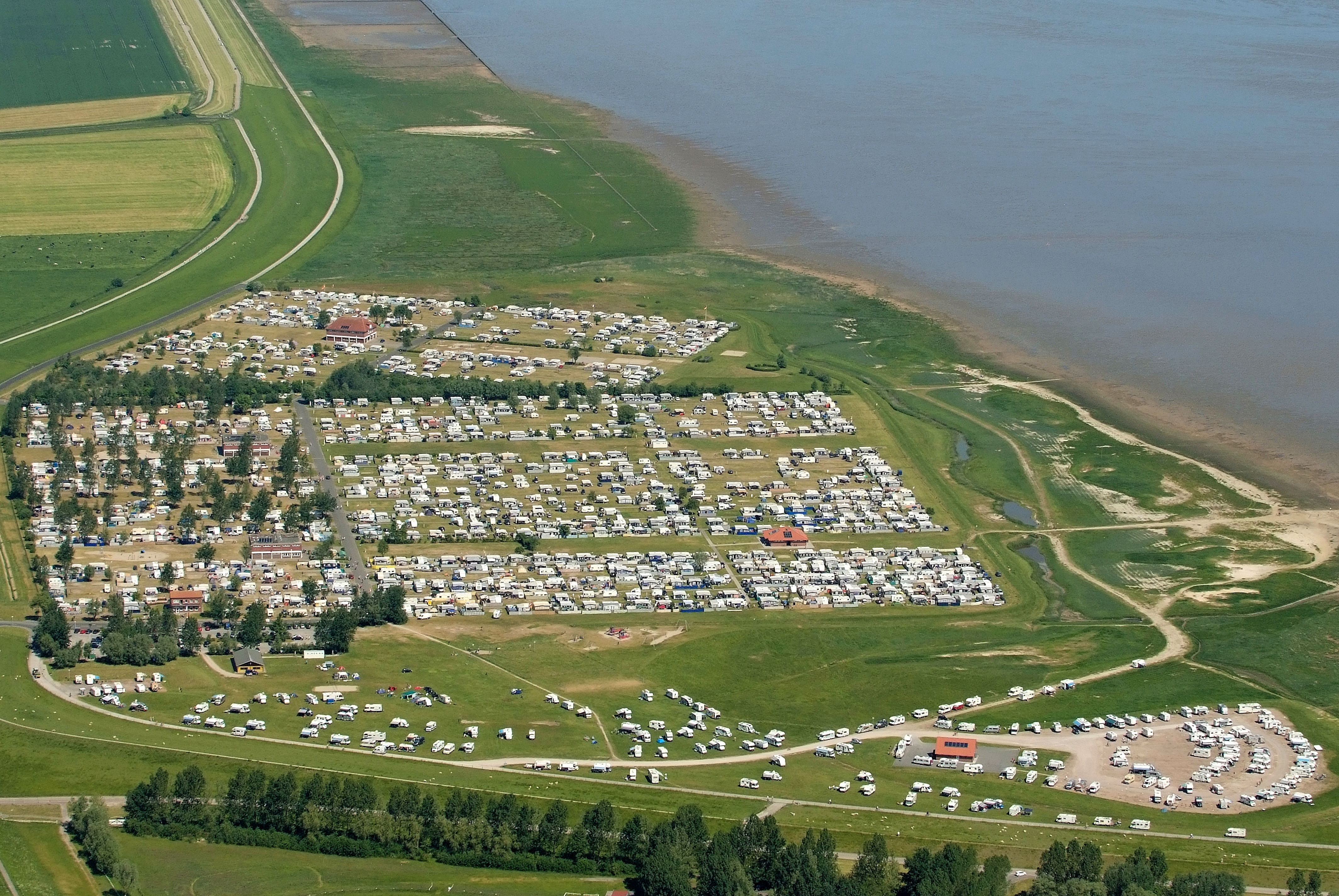
Hooksieler Campingplatz

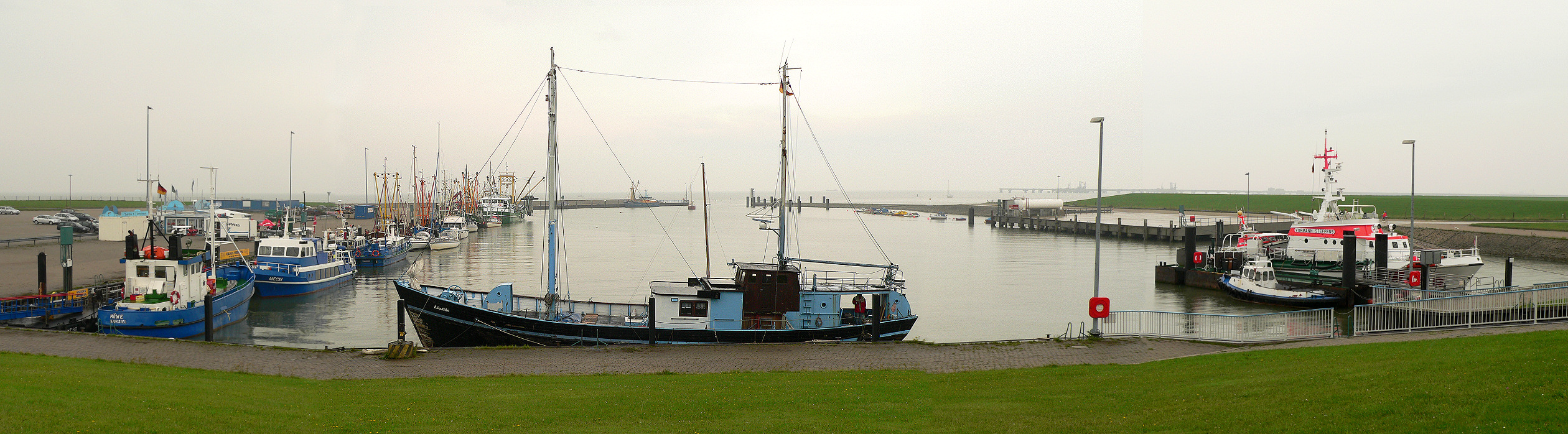
Panoramablick über den Neuen Hafen (Außenhafen)

Hooksiel ist ein Küstenbadeort mit einem künstlich angelegten Sandstrand sowie einem Grünstrand. Der sehenswerte und recht weitläufige Urlaubsort bietet ein historisches Ortsbild um den Hafen am alten Siel sowie zahlreiche Übernachtungsmöglichkeiten in Hotels, Gasthöfen und Pensionen sowie in zahlreichen Ferienwohnungen.
Die Möglichkeiten zur sportlichen Betätigung reichen vom Tennisspielen über Reiten, Segeln und Surfen bis zum Golfen auf einem benachbarten Golfplatz. Im Ort befindet sich ein ganzjährig nutzbares Meerwasserhallenwellenbad. Eine Besonderheit ist die Wasserskilift-Anlage von Hooksiel. Sie entstand in den Jahren 1979/1980 am Hooksieler Binnentief in der Nähe des Außenhafens. Der Rundkurs der Fünf-Mast-Anlage beträgt ca. 860 Meter bei einer Rollenhöhe von elf bis zwölf Metern. Die Anlage besitzt 12 Mitnehmer, so dass 12 Wasserskiläufer gleichzeitig fahren könnten. Ein Umlauf dauert bei einer Durchschnittsgeschwindigkeit von 30 km/h rund 2 Minuten. Über eine Außenterrasse mit gastronomischem Angebot können auch Zuschauer den Sport verfolgen.
Hooksiel verfügt über einen 4-Sterne Campingplatz, der außendeichs direkt an der Nordsee liegt und viel Platz für Wohnwagen sowie Wohnmobile bietet. Der Campingplatz hat einen Dauercamperanteil von mehr als 30 % und erhielt 1999 die Auszeichnung „Vorbildlicher Campingplatz in Niedersachsen“.

### Verkehr
Hooksiel ist über die L 810 an die Bundesautobahn 29, Anschlussstelle 4 Fedderwarden angebunden. Die A 29 verläuft von Wilhelmshaven bis zum Autobahndreieck Ahlhorner Heide, wo sie auf die A 1 trifft. Im Bereich von Hooksiel wird die L 810 in einer Ortsumgehung um Hooksiel herumgeführt und führt weiter über Horumersiel bis nach Schillig an der nordöstlichsten Ecke der Halbinsel Ostfriesland.
Hooksiel ist durch verschiedene Buslinien der Weser-Ems Bus, die unter anderem nach Wilhelmshaven, Horumersiel, Schillig, Jever und Hohenkirchen führen. In den Sommer- und Herbstferien fährt ein Urlauberbus nach Jever. Alle Linien treffen am modernen Busbahnhof im Zentrum Hooksiels zusammen. Einige Fahrten, besonders in den Abendstunden und am Wochenende, verkehren jedoch nur auf Voranmeldung. Hooksiel liegt im Tarifgebiet des Verkehrsverbundes Ems-Jade.

### Feuerwehr
Die Freiwillige Feuerwehr Hooksiel ist seit 1972 eine der Ortsfeuerwehren der Gemeinde Wangerland. Sie wurde 1923 gegründet. In der Zeit des Nationalsozialismus ruhte die Freiwillige Feuerwehr Hooksiel, der abwehrende Brandschutz war durch die Feuerlöschpolizei geregelt und nach Ende des Zweiten Weltkriegs nahmen die Kameraden ihren Dienst wieder als Freiwillige Feuerwehr Hooksiel auf. Heute besteht sie aus drei Abteilungen und einem Förderverein. Die Abteilungen sind die Jugendfeuerwehr, die Einsatzabteilung und die Alters- und Ehrenabteilung. Die technische Ausstattung besteht seit dem Herbst 2018 aus einem Hilfeleistungslöschgruppenfahrzeug HLF 20 (Baujahr 2018, mit FPN 10-3000 und 2.000 L Löschwasser), einem Tanklöschfahrzeug TLF 16/24-Tr (Bj. 2006) und einem Mannschaftstransportfahrzeug MTF (Bj. 2009, i. D. 2013).

### Rettungsstation der DGzRS
1874 wurde eine erste Rettungsstation der Deutschen Gesellschaft zur Rettung Schiffbrüchiger (DGzRS) in Hooksiel eingerichtet, die bis 1930 am alten Siel lag. Am neuen Außenhafen hatte die DGzRS 1994 eine neue Station für hauptamtliche Kräfte eingerichtet und den Seenotrettungskreuzer von der Seenotrettungsstation Wilhelmshaven nach Hooksiel verlegt. Seitdem haben die Seenotretter eine kürzere Anfahrt für Einsätze auf der Außenjade.

## Persönlichkeiten
- Gerhard Vieth (1763–1836), Turnpädagoge und Professor für Mathematik
- August Lübben (1818–1884), Germanist, Bibliothekar und Gymnasiallehrer
- Ludwig Siegfried Meinardus (1827–1896), Komponist und Musikschriftsteller
- Gralf Friedrich Fooken (1835–1923), Kaufmann, Reeder und Privatbankier
- Friedrich Hegemann, (1836–1913), Kapitän
- Karl Vollers (1857–1909), Orientalist
- Dirk Dautzenberg (1921–2009), Schauspieler
- Hans Ney (1924–2016), Heimatforscher